# Luis Tosar

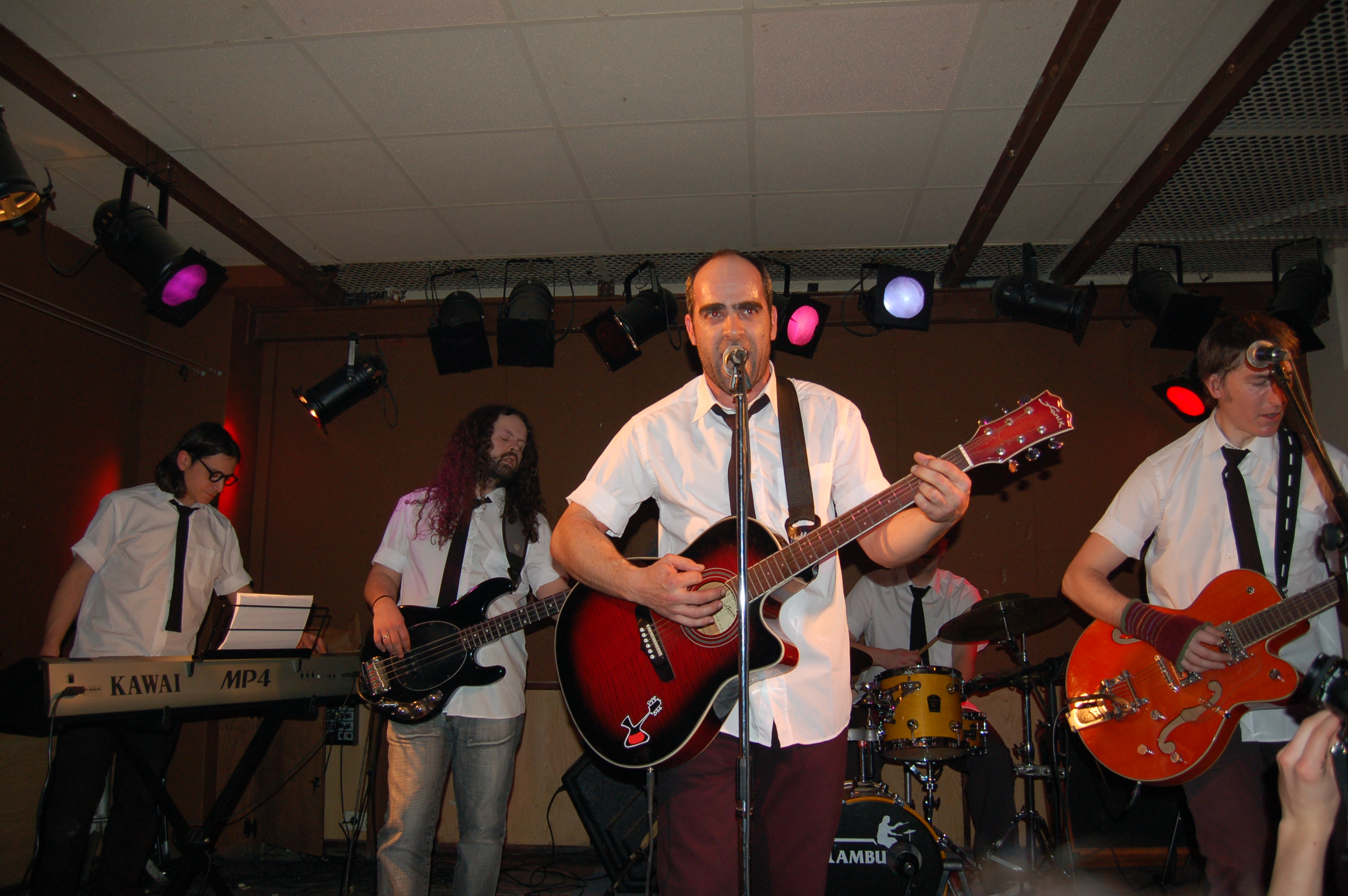
Luis Tosar sur scène en mars 2007, chanteur du groupe the Ellas.

Luis López Tosar, simplement appelé Luis Tosar, est un acteur, producteur, scénariste et chanteur espagnol, né le 13 octobre 1971 à Cospeito (Galice).
Reconnu par la critique cinématographique, il est aussi engagé socialement. Il défend sans relâche la langue galicienne, et plus largement la culture et les coutumes de la Galice.

## Carrière au cinéma et au théâtre

### Cinéma
Luis Tosar débute en tant qu'acteur dans des courts métrages. En parallèle, il fait des petites apparitions à la télévision. La série Riptide (1998) lui assure la renommée en Galice et lui ouvre les portes du 7e art.  
Luis Tosar a plus de trente films à son actif. Il interprète souvent des personnages en prise avec la réalité quotidienne, actifs, révoltés et parfois menaçants comme le chômeur des Lundis au soleil (Los lunes al sol), le cadre agressif de Casual Day , ou le détenu mutiné, brutal et dangereux de Cellule 211 (Celda 211).
En 2003, il reçoit le Goya du meilleur second rôle pour Los lunes al sol.
L'année suivante, il est élu « Meilleur acteur » aux Goyas, décernés par l’Académie des arts et des sciences cinématographiques d'Espagne. Cette récompense couronne sa prestation en mari violent dans Ne dis rien (Te doy mis ojos).
En 2006, il apparaît dans le remake cinématographique réalisé par Michael Mann de la série des années 1980 Miami Vice : Deux Flics à Miami avec Colin Farrell et Jamie Foxx.
En 2009, il tourne dans les studios de la Ville de Lumière d'Alicante, pour le film anglais Mr. Nice avec Rhys Ifans, Chloë Sevigny, David Thewlis et l’actrice espagnole Elsa Pataky.
En 2010, il obtient le troisième Goya de sa carrière (et son second trophée pour le meilleur premier rôle) grâce à son interprétation de Malamadre dans Cellule 211.
Il est nommé meilleur acteur dans un second rôle lors de la 39e cérémonie des Goyas pour le film La Infiltrada d'Arantxa Echevarría et gagne le prix du Círculo de Escritores Cinematográficos  du meilleur acteur dans un second rôle pour ce film. 

### Théâtre
Sur scène, il joue notamment dans Hamlet de William Shakespeare, mis en scène par Lino Braxe, La Ménagerie de Verre de Tennessee Williams, dirigé par Agustin Alezzo, et The Game dîner de Francis Veber, mis en scène par Paco Mir[réf. souhaitée].

## Activité musicale
Depuis sa jeunesse Luis Tosar a toujours fait partie d'un groupe de musique et s'est produit sur scène. Les concerts ont surtout lieu sur des scènes de villes de Galice.
Tosar est aussi la voix du groupe de musique the Ellas, nom du dernier groupe. 
En 2011, il produit son premier disque.

## Luis Tosar: «galicianiste» de fait
Luis Tosar maintient toujours une présence en Galice, tant pour promouvoir des activités régionales, que comme acteur du paysage culturel de la Galice moderne. Ancien acteur du Centre dramatique galicien, en 2011 il joue dans A ópera dos tres reás, adaptation de 'l'Opéra de quat'sous de Brecht.
Sa défense continue de la langue galicienne, de la culture et des coutumes de la Galice, lui a valu le titre de « Galicien du Mois » en février 2003. Il est le premier lauréat, en 2005, du prix Xarmenta, décerné par l’Association du Bierzo de la langue xarmenta (Asociación Berciana da Lingua Xarmenta), la langue galicienne parlée dans la région du Bierzo.
En 1994, il coproduit et est coscénariste d'un court-métrage, As xoias da Señora Bianconero (Les Bijoux de Madame Bianconero), en noir et blanc, muet et sous-titré en galicien.
En novembre 2002, il représente le visage public du soutien du monde de la culture galicienne à la plate-forme Nunca Máis (en) (organisation citoyenne regroupant des associations, des partis politiques, des syndicats, des clubs etc.) au cours de la crise provoquée par la marée noire du Prestige. Par la suite il a pris ses distances avec Nunca Máis, considérant que la politisation des mouvements sociaux les « dénature ».

## Filmographie sélective
- 1999 : Flores de otro mundo d'Icíar Bollaín : Damián.
- 1999 : Celos de Vicente Aranda : Luis
- 2000 : Mes chers voisins (La comunidad) d'Álex de la Iglesia : Gómez
- 2001 : Sans nouvelles de Dieu (Sin noticias de Dios) d'Agustín Díaz Yanes
- 2002 : Les Lundis au soleil (Los lunes al sol) de Fernando León de Aranoa : José
- 2003 : El lápiz del carpintero d'Antón Reixa (d'après Manuel Rivas) : Herbal
- 2003 : Ne dis rien (Te doy mis ojos) d'Icíar Bollaín : Antonio
- 2003 : Sortie de route (La flaqueza del bolchevique) de Manuel Martín Cuenca : Pablo López
- 2004 : La vida que te espera de Manuel Gutiérrez Aragón : Rai
- 2004 : ¡Hay motivo!, segment « Por tu propio bien » d'Icíar Bollaín
- 2004 : Inconscientes de Joaquín Oristrell : Salvador
- 2006 : Miami Vice : Deux Flics à Miami de Michael Mann : Montoya
- 2009 : The Limits of Control de Jim Jarmusch : Violon
- 2009 : Cellule 211 (Celda 211) de Daniel Monzón : Malamadre
- 2010 : Même la pluie (También la lluvia) d'Icíar Bollaín : Costa
- 2011 : Mr. Nice de Bernard Rose : Lovato
- 2011 : Malveillance (Mientras duermes) de Jaume Balagueró : César
- 2011 : Crebinsky d'Enrique Otero : Comandante
- 2012 : Operación E de Miguel Courtois : José Crisanto
- 2012 : Les Hommes ! De quoi parlent-ils ? (Una pistola en cada mano) de Cesc Gay : L.
- 2013 : A Night in Old Mexico d'Emilio Aragón : Panamá
- 2014 : Os fenómenos d'Alfonso Zarauza : Lobo
- 2014 : El Niño de Daniel Monzón : Jesús
- 2014 : Shrew's Nest (Musarañas) de Juan Fernando Andrés et Esteban Roel : Le père
- 2014 : Murieron por encima de sus posibilidades d'Isaki Lacuesta : Antonio
- 2015 : A cambio de nada de Daniel Guzmán : Père Darío
- 2015 : Ma ma de Julio Medem : Arturo
- 2015 : Appel inconnu (El Desconocido) de Dani de la Torre : Carlos
- 2016 : Toro de Kike Maíllo : López
- 2016 : 1898. Los últimos de Filipinas de Salvador Calvo : Lieutenant Martín Cerezo
- 2016 : Insiders (Cien años de perdón) de Daniel Calparsoro : Le Galicien
- 2017 : Insiders: Escape Plan (Plan de Fuga) d'Iñaki Dorronsoro : Teniente
- 2018 : Gun City (La sombra de la ley) de Dani de la Torre : Aníbal Uriarte
- 2019 : Œil pour œil (Quien a hierro mata) de Paco Plaza : Mario
- 2019 : L'Échappée sauvage (Intemperie) de Benito Zambrano : Pastor
- 2020 : Adú de Salvador Calvo : Gonzalo
- 2021 : Braquage final (The Vault) de Jaume Balagueró : Simon
- 2021 : Les Repentis (Maixabel) de Icíar Bollaín : Etxezarreta
- 2022 : À contretemps (En los márgenes) de Juan Diego Botto : Rafa
- 2024: La Infiltrada d'Arantxa Echevarría[10] : Ángel Salcedo

## Distinctions

### Récompenses
- 2003 : Prix Goya du meilleur acteur dans un second rôle pour Les Lundis au soleil
- 2003 : Coquille d'argent du meilleur acteur au Festival international du film de Saint-Sébastien pour Ne dis rien
- 2004 : Prix Goya du meilleur acteur pour Ne dis rien
- 2010 : Prix Goya du meilleur acteur pour Cellule 211[11]
- 2010 : Prix Protagonistas
- 2024 : Prix Círculo de Escritores Cinematográficos : meilleur acteur dans un second rôle pour La Infitrada d''Arantxa Echevarría[12].